# Mneme (maan)
Mneme, of Jupiter XL is een natuurlijke satelliet van Jupiter. De maan werd ontdekt door de Universiteit van Hawaï onder leiding van Scott S. Sheppard in 2003 en kreeg eerst de naam S/2003 J 21 toegewezen.
Mneme is ongeveer 2 kilometer in doorsnee en draait rond Jupiter op een gemiddelde afstand van 21,033 Gm in 620,05 dagen.
De maan is genoemd naar Mneme, een van de drie originele Muzen.